# Andy Scott Harris
Andy Scott Harris (Kiev, 11 febbraio 1998) è un attore ucraino.

## Biografia
Andy Scott Harris ha iniziato la carriera cinematografica nel 2007 nel cortometraggio Harry Putter and the Sorcerer's Phone.

## Filmografia

### Cinema

#### Cortometraggi
- Harry Putter and the Sorcerer's Phone (2007)
- The Closet (2008)
- Almost (2008)
- Compact Only (2008)
- The Scarecrow & the Princess (2009)
- Save the Skeet (2009)
- Son of a Don (2010)
- Equestrian Sexual Response (2010)
- Simon (2010)
- Alone, regia di Chris Roewe (2010)
- A Glass of Water (2010)
- Go Go Reject (2010)
- Picture This (2010)
- The Driveway (2010)
- The Ryan and Randi Show (2010)
- From Darkness (2011)
- Au Pair (2012)
- The Stone on the Shore (2012)
- The Bluff (2013)

#### Lungometraggi
- Babysitters Beware - non accreditato (2009)
- Open (2010)
- Kissing Strangers (2010)
- The Boarder, regia di Jolene Adams (2012)

### Televisione
- Dexter (Dexter), nell'episodio "Nostro padre" (2008) (non accreditato)
- Frank TV, nell'episodio "Frank of America" (2008)
- Dr. House - Medical Division (House M.D.), nell'episodio "Bimba dentro" (2009)
- L'amore apre le ali (Love Takes Wing) (2009) Film TV (non accreditato)
- The Fresh Beat Band, nell'episodio "The Wizard of Song Part 1" (2009) (voce)
- Little Monk (Little Monk), negli episodi "Il piccolo Monk e il braccialetto mancante" (2009) e "Il piccolo Monk e l'affare dei ragazzi" (2009)
- Zeke e Luther (Zeke and Luther), nell'episodio "La tavola stregata" (2009)
- Men of a Certain Age, nell'episodio "Pilot" (2009) (non accreditato)
- Big Love (Big Love), nell'episodio "Finalmente liberi" (2010) (non accreditato)
- Bad Teacher - Una cattiva maestra (Bad Teacher) (2011) (non accreditato)
- New Girl (New Girl), nell'episodio "Jess" (2011)
- Jedi Camp, negli episodi "A New Camper" (2012), "The Bully Strikes Back" (2012), "Rebound of the Jedi" (2012), "The Camp Menace" (2012), "Attack of the Bullies" (2013) e "Rise of the Jedi" (2013)

## Riconoscimenti
- Young Artist Award
  - 2010 – Candidatura come Miglior performance in una serie televisiva – Giovane attore guest star di 13 anni per Dr. House - Medical Division
  - 2011 – Premio come Miglior performance in un cortometraggio – Giovane attore per Alone
  - 2012 – Candidatura come Miglior performance in un cortometraggio – Giovane attore per From Darkness
  - 2012 – Candidatura come Miglior performance in un teatro – Giovane attore: per South Street alla Pasadena Playhouse, CA
  - 2013 – Candidatura come Miglior performance in un cortometraggio – Giovane attore per The Stone on the Shore